# Mediakunst
Mediakunst is een verzamelnaam voor kunstvormen die op een uitgesproken manier gebruikmaken van nieuwe media en technologie. Het is een breed en divers veld met vele niches en stromingen dat voornamelijk ontstaan is met de komst van de elektronische en digitale media in het midden en het eind van de 20e eeuw.

## Kunst en technologie
Mediakunst wordt over het algemeen beschouwd als een deelgebied van de beeldende kunst. Onder mediakunst vallen onder andere videokunst, geluidskunst, elektronische kunst, digitale kunst en internetkunst, al doen deze categoriseringen geen recht aan de reële praktijk die vaak, en bijna per definitie, zeer hybride is.
In plaats van mediakunst wordt soms ook gesproken van kunst en technologie. Deze benaming toont de ambigue relatie tussen mediakunst en de beeldende kunsten. Met de noemer ‘kunst en technologie’ wordt verwezen naar het brede veld van hybride praktijken die zich bezighouden met artistieke en technologische experimenten waarbij de klemtoon, anders dan binnen de beeldende kunsten, niet langer steeds in hoofdzaak op het artistieke komt te liggen. Daar zeer nauw bij aanleunend is de internationaal geijkte noemer ‘Art, Science and Technology’. Analoog aan ‘kunst en technologie’ gaat het daar over een praktijk waarbinnen creatieve processen ontwikkeld worden die gebaseerd zijn op de interactie tussen kunst, wetenschap en technologie. De geschiedenis van de mediakunst in Nederland wordt besproken in de publicatie A Critical History of Media Art in the Netherlands: Platforms, Policies, Technologies (2019), samengesteld door Sanneke Huisman en Marga van Mechelen.

## Typen
Verschillende typen van kunst met nieuwe media zijn onder meer:
- ASCII-art
- Digitale kunst
- Elektronische kunst
- Interactieve kunst
- Internetkunst
- Mail art
- Performancekunst
- Geluidskunst
- Videokunst

## Mediakunstenaars (selectie)
Mediakunstenaars zijn onder andere:
- Annie Abrahams
- Doug Aitken
- Cory Arcangel
- Abdellatif Benfaidoul
- Guy Bleus
- Leonie Bodeving
- Sharelly Emanuelson
- Péter Forgács
- Irene Fortuyn
- Alicia Framis
- Walter Giers
- Joan Heemskerk
- Floris Kaayk
- Junichi Kakizaki
- Jeroen Kooijmans
- Lancel/Maat
- Amor Muñoz
- Rafael Lozano-Hemmer
- Martina Menegon
- Babeth Mondini-VanLoo
- Cindy Moorman
- Geert Mul
- Toos Nijssen
- Esther Polak
- Rafaël Rozendaal
- Marja Samsom
- Michal Shabtay
- Erik Wesselo
- Helen Zeru